# Bisdom Ondjiva
Het bisdom Ondjiva (Latijn: Dioecesis Ondiivana) is een rooms-katholiek bisdom met als zetel Ondjiva, in Angola. Het bisdom is suffragaan aan het aartsbisdom Lubango. 

## Geschiedenis
Het bisdom werd opgericht op 10 augustus 1975, als het bisdom Pereira de Eça, uit delen van het bisdom Sá da Bandeira, en was suffragaan aan het aartsbisdom Luanda. Op 3 februari 1977 veranderde het van kerkprovincie en werd suffragaan aan het aartsbisdom Lubango. Op 16 mei 1979 veranderde het van naam naar bisdom Ondjiva. 

## Parochies
Het bisdom had in 2021 een oppervlakte van 83.900 km2 en telde 1.154.410 inwoners waarvan 69,9% rooms-katholiek was.

## Bisschoppen
- Eurico Dias Nogueira (apostolisch administrator: 1975 - 3 februari 1977)
- Alexandre do Nascimento (apostolisch administrator: 3 februari 1977 - 16 februari 1986
- Fernando Guimarães Kevanu (30 januari 1988 - 23 november 2011; apostolisch administrator sinds 12 september 1986)
- Pio Hipunyati (23 november 2011 - heden)